# Norwegian Gem
Norwegian Gem  é um navio de cruzeiro da Norwegian Cruise Line.

## História
A construção foi iniciada em dia 7 de junho de 2006,  pelo Estaleiro Meyer Werft de Papenburg, Alemanha. O navio foi entregue à NCL em 1 de outubro de 2007. NCL promoveu o lançamento da nave através de um site, "Gem it Girl", que fornecia informações sobre o navio.
Tal como acontece com o resto da frota da NCL, o Norwegian Gem utiliza o "Freestyle" como conceito de cruzeiro, que permite o acesso aos  restaurantes sem prévia escolha, sem a necessidade de utilização de roupas formais.

### Classe
Norwegian Gem é o quarto e último navio da Classe Jewel da NCL. Ele foi precedido por Norwegian Jewel, em 2005, e pelos Norwegian Jade (originalmente Pride of Hawaii) e o Norwegian Pearl, que entraram em operação em 2006. Cada navio tem acomodações exclusivas, mas são semelhantes nos acabamentos externos e internos.
O Norwegian Gem possui uma aparência exterior semelhante ao Norwegian Star, que entrou em serviço 2001, o Norwegian Dawn, que entrou em serviço 2002,ambos da Classe Libra da NCL. O design interior e acomodações, no entanto, são significativamente diferentes.

### Acomodações
Tal como acontece com  os navios irmãos,o  Norwegian Gem possui uma variedade de restaurantes, bares, entretenimento e áreas atividade.
- 11 bares e lanchonetes
- 12 restaurantes
- 4 pistas de boliche ("Bliss Lounge")
- Piscinas
- Spa &Salões de beleza
- Fitness Center
- Pista de caminhada
- Quadras de Basquete, Vôlei e Tenis
- Lojas
- Teatro
- Cassino
- Capela
- Bel Air Charuto clube
- Galeria de Arte
- Kid's Club
- Business Center & Salas de Reunião